# Vassincourt
Vassincourt és un municipi francès situat al departament del Mosa i a la regió del Gran Est. L'any 2007 tenia 296 habitants.

## Demografia

### Població
El 2007 la població de fet de Vassincourt era de 296 persones. Hi havia 103 famílies, de les quals 20 eren unipersonals (12 homes vivint sols i 8 dones vivint soles), 42 parelles sense fills, 37 parelles amb fills i 4 famílies monoparentals amb fills.
La població ha evolucionat segons el següent gràfic:
Habitants censats

### Habitatges
El 2007 hi havia 113 habitatges, 106 eren l'habitatge principal de la família, 3 eren segones residències i 4 estaven desocupats. 107 eren cases i 5 eren apartaments. Dels 106 habitatges principals, 94 estaven ocupats pels seus propietaris, 8 estaven llogats i ocupats pels llogaters i 4 estaven cedits a títol gratuït; 1 tenia una cambra, 1 en tenia dues, 8 en tenien tres, 21 en tenien quatre i 75 en tenien cinc o més. 95 habitatges disposaven pel capbaix d'una plaça de pàrquing. A 36 habitatges hi havia un automòbil i a 60 n'hi havia dos o més.

### Piràmide de població
La piràmide de població per edats i sexe el 2009 era:
| Homes | Edats   | Dones |
| ----- | ------- | ----- |
| 0     | 95 o +  | 0     |
| 0     | 90 a 94 | 0     |
| 0     | 85 a 89 | 0     |
| 0     | 80 a 84 | 0     |
| 4     | 75 a 79 | 4     |
| 4     | 70 a 74 | 8     |
| 4     | 65 a 69 | 8     |
| 8     | 60 a 64 | 4     |
| 12    | 55 a 59 | 12    |
| 12    | 50 a 54 | 12    |
| 4     | 45 a 49 | 4     |
| 8     | 40 a 44 | 4     |
| 8     | 35 a 39 | 12    |
| 12    | 30 a 34 | 8     |
| 4     | 25 a 29 | 16    |
| 0     | 20 a 24 | 4     |
| 0     | 15 a 19 | 4     |
| 4     | 10 a 14 | 4     |
| 20    | 5 a 9   | 0     |
| 16    | 0 a 4   | 16    |

## Economia
El 2007 la població en edat de treballar era de 206 persones, 116 eren actives i 90 eren inactives. De les 116 persones actives 104 estaven ocupades (62 homes i 42 dones) i 12 estaven aturades (4 homes i 8 dones). De les 90 persones inactives 20 estaven jubilades, 40 estaven estudiant i 30 estaven classificades com a «altres inactius».

### Ingressos
El 2009 a Vassincourt hi havia 106 unitats fiscals que integraven 278 persones, la mediana anual d'ingressos fiscals per persona era de 17.644 €.

### Activitats econòmiques
Dels 4 establiments que hi havia el 2007, 2 eren d'empreses de construcció, 1 d'una empresa de transport i 1 d'una empresa classificada com a «altres activitats de serveis».
Dels 2 establiments de servei als particulars que hi havia el 2009, 1 era una fusteria i 1 lampisteria.
L'any 2000 a Vassincourt hi havia 8 explotacions agrícoles que ocupaven un total de 535 hectàrees.

## Poblacions més properes
El següent diagrama mostra les poblacions més properes.